# 薗部保
薗部保（そのべのほう）は、下野国都賀郡（栃木県栃木市）にあった便補保。保域は現在の栃木市薗部に比定される。

## 年表
- 1162年（応保2年3月7日）- 封戸の代替として東大寺領となる。
- 1394年（応永元年）- 皆川秀光が皆川庄の一部などとともに薗部を領し、栃木城を築く[1]。